# فندق الأحساء إنتركونتيننتال
فندق الأحساء انتركونتيننتال (بالإنجليزية: Al Ahsa InterContinental Hotel)‏ هو أحد فنادق مدينة الهفوف بالأحساء بالمملكة العربية السعودية.

## الموقع
يقع فندق الأحساء انتركونتيننتال بشارع الملك خالد في الأحساء، وهو يبعد مسافة قصيرة عن مواقع مهمة مثل: مسجد جواثا وقصر إبراهيم، كما يبعد عن سوق القيصرية القديم 1 كم، وعن جبل قره 15.2 كم، وعن مطار الأحساء 15 كم، ويبعد عن جامعة الملك فيصل 6.9 كم، كما يبعد عن وسط المدينة مسافة 5.7 كم، ويقع شاطئ عقير -الذي يُعد من الوجهات السياحية الأكثر زيارةً في الأحساء- على بعد ساعة واحدة من الفندق.

## التصميم
الفندق مُصمَّم على طراز قلعة من القرن الـ 16 وهو يتكون من 8 طوابق ويضم 166 غرفة.

## الخدمات والمرافق
يحصل فندق الأحساء انتركونتيننتال على تقييم 5 نجوم ويتميز بأماكن إقامة واسعة ومطلة على واحة من أشجار النخيل، تتميز جميع الغرف بحجمها الكبير، كما تتوافر بها مرافق حديثة وحمامات، يوجد 4 أماكن لتناول الطعام التي يتنوع بين مأكولات البحر الأبيض المتوسط والمأكولات الأسيوية والمأكولات العربية، كما أنه يوجد به خدمة واي فاي مجانًا في جميع أنحاء المكان، بالإضافة إلى وجود مسجدًا داخليًا وصالة ألعاب رياضية كاملة وساونا وغرف بخار وأيضًا حمامات تركية ومغربية للعلاج.